# Guerre maori
Le guerre maori, chiamate anche guerre neozelandesi, (in lingua maori: Ngā pakanga o Aotearoa, "Le grandi guerre della Nuova Zelanda" e Te riri Pākehā, "L'ira dello Straniero") sono una serie di conflitti armati combattuti in Nuova Zelanda tra i nativi maori e i coloni britannici.

## Antefatti
A partire dal 1840 consistenti ondate di coloni europei giunsero in Nuova Zelanda. I maori inizialmente si mostrarono desiderosi di commerciare con gli europei (da loro chiamati pākehā, "forestiero") e, proprio grazie a questo tipo di attività, diverse iwi riuscirono ad arricchirsi.
La situazione cominciò però a peggiorare quando, di fronte alla crescita degli insediamenti europei (ulteriormente stimolata dalla scoperta dell'oro, avvenuta nel 1861), i maori cominciarono a temere di perdere il controllo della propria terra.

## Svolgimento
Il primo scontro armato si ebbe il 17 giugno 1843 nella valle di Wairau, in questa occasione alcuni coloni britannici cercarono di cacciare i nativi dalle loro terre esibendo dei falsi permessi. Al rifiuto dei nativi i coloni cercarono di arrestare il leader locale, dando inizio ad una schermaglia che costò la vita a 6 maori e 22 europei. In seguito il governatore Robert FitzRoy investigò sulla faccenda ma decise che i coloni erano in torto, in quanto i loro attestati erano stati falsificati ed essi pertanto non avevano nessun diritto di espellere i nativi.
Tra il marzo 1845 e il gennaio 1846 furono combattuti i primi scontri militari, legati all'arrivo del nuovo governatore George Grey. Il capo maori Hone Heke sfidò l'autorità britannica ammainando la Union Jack. Dopo un iniziale successo maori nella battaglia di Ohaeawai i coloni riuscirono a far prevalere la loro superiorità tecnologica, sconfiggendo il nemico a Ruapekapeka. Dopo la sconfitta i maori negoziarono la pace e la breve guerra si concluse con un nulla di fatto, i capi della ribellione non furono puniti.
Nel corso degli anni seguenti si verificarono diversi incidenti e scontri militari, con particolare enfasi a partire dal 1860. Nonostante alcuni successi maori la guerra pendeva sempre più a favore delle truppe britanniche, superiori per numero e mezzi tecnologici. Nel 1863 fu emesso il New Zealand Settlements Act che prevedeva la requisizione di oltre 16000 km quadrati di terra maori, assegnata ai coloni bianchi, rendendo di fatto l'intera Nuova Zelanda colonia britannica.
Gli scontri proseguirono con una certa intensità fino al 1866, in seguito ad accordi economici e politici la situazione iniziò a calmarsi e le due parti si rappacificarono, le attività militari proseguirono sporadicamente fino al 1872.